# Yutaka Demachi
Yutaka Demachi (em japonês:  出町 豊; 17 de fevereiro de 1935) é um ex-jogador de voleibol do Japão que competiu nos Jogos Olímpicos de 1964.
Em 1964, ele fez parte da equipe japonesa que conquistou a medalha de bronze no torneio olímpico.